# Deutscher Alpenverein
Il Deutscher Alpenverein (DAV) è il club alpino tedesco, associazione con sede a Monaco di Baviera fondata nel 1869.
Con i suoi circa 730.000 iscritti, il DAV è la più grande associazione di alpinisti del mondo, e l'ottava associazione sportiva tedesca per importanza.

## Storia
Il DAV venne fondato nel 1869 da ex membri dell'associazione alpina austriaca, i quali intendevano favorire la scoperta delle Alpi non solo con iniziative culturali e accademiche, ma anche mediante la costruzione di rifugi e nuove vie. 
Nel 1873 il club alpino tedesco si unì a quello austriaco, dando vita al Deutscher und Österreichischer Alpenverein (DuÖAV) (Club alpino austro-tedesco).
Nel 1938, sciolto il DuÖAV, il DAV fu inquadrato, come "sezione alpinismo", nella "federazione nazionalsocialista per l'educazione fisica", sciolta dopo la fine della seconda guerra mondiale.
Sino al 1952, anno di rifondazione del DAV, il patrimonio e gli immobili (rifugi) del club alpino tedesco furono amministrati fiduciariamente dal Oesterreichischer Alpenverein, il club alpino austriaco, ricostituito nel 1945.
Nel 1992 il DAV entrò a far parte del Deutscher Sportbund, la federazione sportiva tedesca.
Dal maggio del 2006, a seguito della fusione tra il Deutscher Sportbund e il Comitato Olimpico nazionale tedesco (Nationales Olympisches Komitee), il DAV fa parte del Deutscher Olympischer Sportbund (Federazione sportiva olimpica tedesca). 
Nell'ambito di tale organizzazione, il DAV è responsabile dei settori arrampicata sportiva, escursionismo, alpinismo, arrampicata su ghiaccio e sci alpinismo.

## Organizzazione
Il DAV si compone di circa 355 sezioni, costituite da associazioni autonome rispetto al club. 
Molte sezioni dispongono di propri uffici e strutture, ed organizzano programmi di intrattenimento e formazione.
Nelle città più grandi opera spesso più di una sezione.
Per divenire membro del DAV, il singolo alpinista deve necessariamente aderire ad una di queste associazioni. Gli organi del DAV sono l'Assemblea generale (Hauptversammlung), il Comitato Direttivo (Präsidium) e il Consiglio (Verbandsrat).
Il DAV ha inoltre una organizzazione giovanile, la "Jugend des Deutschen Alpenvereins" (JDAV) (Gioventù del club alpino tedesco).

## Attività
Nel primo periodo, il DAV si prefiggeva essenzialmente di promuovere lo scambio di esperienze e di rendere accessibili le Alpi per mezzo di sentieri e strutture ricettive. Ad oggi, l'associazione gestisce 327 rifugi, che sono di proprietà delle singole sezioni, ma sono aperti a tutti gli alpinisti. Molte sezioni gestiscono inoltre strutture ricettive non aperte al pubblico, cui possono accedere solo i soci della sezione.
Il DAV opera inoltre come soggetto economico, ed in questa veste noleggia agli alpinisti materiale tecnico, fornisce servizi assicurativi, realizza e vende guide e carte turistiche e naturalistiche. Negli anni ottanta e novanta è stato dato maggior rilievo al tema della protezione dell'ambiente, assunto come obiettivo centrale del club nel programma di principio del 1994.
Da quel momento non sono più stati realizzati nuovi sentieri e rifugi, e il DAV si è limitato alla conservazione delle infrastrutture esistenti. Oggi il DAV è riconosciuto dalla legge tedesca quale associazione per la protezione della natura (Naturschutzverband). Da qualche anno, infine, il DAV opera, per mezzo della sua controllata "DAV Summit Club", quale organizzatore e rivenditore di servizi turistici incentrati sulla montagna (tour e spedizioni).

## Organizzazioni a cui appartiene
- Federazione Tedesca degli Sport Olimpici
- Union Internationale des Associations d'Alpinisme (UIAA)
- International Federation of Sport Climbing (IFSC)